# ISO 8501-1:2007
ISO 8501-1:2007, del 1, er en international standard fastsat af ISO, angiver forbehandling af stål-overflader før påføring af maling eller tilsvarende produkter, blandt andet ved sandblæsning.
Standarden angiver forskellige grader af sanblæsningens grov-/ finhed, i forbindelse med blæste medie.

## Ekstern henvisning
- International Organization for Standardization: ISO 8501-1:2007. Preparation of steel substrates before application of paints and related products